# プリルラ
『プリルラ』（Pu・Li・Ru・La）は、1991年にタイトーから発売された日本のアーケードゲーム。ジャンルはベルトスクロールアクションゲーム。
本作は不思議な国ラディッシュランドを舞台に、時間の流れを司る時計じかけのネジをめぐる冒険を描いている。
本作はベルトスクロールアクションとしては珍しいメルヘン調の世界観とキャラクター設定で注目を集めた。
一方で、タイトーの社員が実写取り込みで登場するなど奇抜な演出も含まれており、見た目との大きなギャップが話題となった。
一部、表現上の理由で海外版でカットされたシーンも存在する。
作曲はZUNTATAのKaru.（海野和子）が担当している。

## ストーリー
不思議な国ラディッシュランド。それぞれの街で時計じかけのネジを番人が守り、時間の流れが保たれていた。
しかし、そのネジを奪い、時間を狂わせる悪いやつが現われた。
危険を感じた発明家のおじいさんは街の少年・ザックと孫娘・メルの二人を呼んだ。そして、自分達の街を守るために発明した魔法の杖を託した。

## システム
8方向レバー、3ボタン（攻撃、魔法、ジャンプ）で操作。全6ステージ。1Pはザックを使い、2Pはメルを使用する。攻撃は連打によって3連続の攻撃になる他、レバーを左右方向か下方向に入れながら押す事でリーチが長く隙の大きい攻撃に変化する。魔法はスコアの値によって効果が変わる他、2人同時プレイ時にのみ使える強力な魔法（ショックのパー）がある。
敵の攻撃を受ける事によって既定数のライフを失い、ライフが0になるとストックを失う。他の横スクロール型のベルトアクションゲームと同じく、移動中の敵と接触してもダメージを受ける事はないため、画面の大部分を回避に利用できる。
ゲームプレイ中に敵を倒すと動物が現れ（倒した敵の本来の姿）、それに触れると点数が獲得できる。動物は（キャラクターではなく）プレイヤーに一礼した後、画面の左右どちらかに走って画面外に消えていくが、長距離を歩かせるほど高得点になる。

## 移植作品
| No. | タイトル                                 | 発売日         | 対応機種                 | 開発元                     | 発売元                     | メディア | 備考               |
| --- | ---------------------------------------- | -------------- | ------------------------ | -------------------------- | -------------------------- | -------- | ------------------ |
| 1   | プリルラ                                 | 1994年11月     | FM TOWNS                 | ビング                     | ビング                     | CD-ROM   |                    |
| 2   | プリルラ アーケードギアーズ              | 1997年8月28日  | セガサターン PlayStation | エクシングエンタテイメント | エクシングエンタテイメント | CD-ROM   |                    |
| 3   | タイトーメモリーズ 上巻                  | 2005年7月28日  | PlayStation 2            | タイトー                   | タイトー                   | DVD-ROM  | アーケード版の移植 |
| 4   | タイトーメモリーズ 上巻 TAITO BEST       | 2006年7月6日   | PlayStation 2            | タイトー                   | タイトー                   | DVD-ROM  | 廉価版             |
| 5   | タイトーメモリーズ 上巻 エターナルヒッツ | 2007年6月28日  | PlayStation 2            | タイトー                   | タイトー                   | DVD-ROM  | 廉価版             |
| 6   | プリルラ                                 | 2022年12月22日 | イーグレットツー ミニ    | 瑞起 （本体の開発元）      | タイトー                   | SDカード | アーケード版の移植 |

FM TOWNS版
- 1994年 ビングから発売。マーティー対応。

PlayStation版、セガサターン版
- エクシング・エンタテイメントから『プリルラ/アーケードギアーズ』のタイトルで発売。ステージ3の実写取り込みの人物がアーケード版とは異なる。

PlayStation 2版
- 『タイトーメモリーズ 上巻』に収録。

イーグレットツー ミニ版
- 追加SDカード「アーケードメモリーズVOL.1」に収録。尚、この移植については様々な経緯があった（後述）。

## 評価

### マスメディアによる評価の一例
PS版はファミ通クロスレビューでは6、5、4、3の18点。レビュアーは操作は簡単で子供でも遊べるが、作りたいものを作ったのかもしれないがどの層をターゲットにしたか分からない、敵を攻撃するには一直線に並んでいるときでないと効果がないのはシビア、敵の攻撃パターンが少ない、ステージ構成は変化がない、ボタン連打する必要があるゲームプレイは大味で全体的にちぐはぐでひとりよがりでなぜAC版稼働から6年経った今、移植したのか疑問を呈した。SS版は6、5、4、3の18点。レビュアーはPS版と同様に操作は簡単で子供でも遊べるが、ノリが統一されていない、特殊魔法は使えるものはあるが鼻につく、エンディングまで30分で到達できてしまう、取り込み画像が変、高難易度を指摘した。

### ファンによる評価の一例
2022年にリリースされた、タイトーのクラシックアーケードゲームを多数プリインストールした家庭用ゲーム機「イーグレットツー ミニ」へ今後収録してほしいアーケードゲームの収録希望ゲームアンケートによると、本作がアクションゲーム部門では収録希望第一位を記録している。（この記事自体はマスメディアが公開しているが、アンケートについてはタイトーが独自に実施し、一応タイトー以外のアーケードゲームについてもアンケートの対象範囲としている）なおイーグレットツーへの収録に際して本作が当初未収録となったのは、担当者によると「今の時代、色々なハードルがあり、難しい」「（本作では実写取り込みにより多数当時のタイトー社員が登場しているため）社員出過ぎ」などの理由によるとのこと。しかし、2022年9月2日に配信されたYouTube配信にて追加SDカードへの収録が発表された。

## 関連作品
- バブルシンフォニー
Mr.MIKATAがゲストキャラクターとして登場するが、ラスボスのジャックおこるそんもボスとして登場する。

## サウンドトラック
- プリルラ（ポニーキャニオン・サイトロンレーベル、1992年7月17日、PCCB-00091）
- タイトー レトロゲームミュージックコレクション3 オールターゲットクラスタ（ティームエンタテインメント、2011年10月26日、KDSD-00459,00460）
- プリルラ オリジナルサウンドトラック（タイトー、iTunes Store・mora・Amazon mp3配信、ZTTL-9073）
  - 内容は『タイトー レトロゲームミュージックコレクション3』と同じ